# Автошлях Т 1831
Автошля́х Т 1831 — автомобільний шлях територіального значення у Рівненській області. Пролягає територією Гощанського та Острозького районів через Дорогобуж — Бугрин — Оженин — Острог. Загальна довжина — 33,7 км.

## Маршрут
Автошлях проходить через такі населені пункти:
| Автошлях Т 1831    |        |
| Рівненська область |        |
| Гощанський район   |        |
| Дорогобуж          | E40М06 |
| Іллін              |        |
| Зарічне            |        |
| Бугрин             |        |
| Вільгір            |        |
| Колесники          |        |
| Острозький район   |        |
| Стадники           |        |
| Оженин             | Т 1830 |
| Бродівське         |        |
| Хорів              |        |
| Розваж             |        |
| Острог             | Н25Р26 |